# Парке Артигас (Пайсанду)
Парке Артигас (исп. Estadio Parque Artigas) — футбольный стадион в уругвайском городе Пайсанду.
Стадион был открыт в 1994 году и назван в честь национального героя Уругвая Хосе Хервасио Артигаса. Стадион был построен для проведения матчей Кубка Америки 1995 года, который прошёл в Уругвае и закончился победой хозяев. 25 июня 1995 года (в ходе подготовки к турниру) на этом стадионе Селесте провела товарищеский матч против сборной Новой Зеландии. Игра завершилась крупной победой уругвайцев — 7:0. На тот момент стадион вмещал 25 тыс. зрителей. Сейчас же Западная трибуна не используется и вместимость не превышает 22-23 тыс.
На стадионе выступает клуб «Пайсанду Белья Виста», которая в 1999—2002 гг. выступала в Высшем дивизионе чемпионата Уругвая. Эта команда могла вернуться в Примеру в 2005 году, но по финансовым причинам не смогла это сделать, однако её место заняла другая команда, ФК «Пайсанду», образованная в 2003 году. Этот клуб провёл в элите весь переходный чемпионат 2005 года, а затем половину сезона 2005/06 (Апертуру).

## Крупные турниры
- Кубок Америки 1995

Матчи группы C:
| 8 июля 1995      | \| США \| 2:1 \| Чили \| \| Уиналда 14′, 20′ \| Голы \| Росенталь 63′ \| | Парке Артигас, Пайсанду Зрителей: 16 000 Судья: Альберто Техада |
| США              | 2:1                                                                      | Чили                                                            |
| Уиналда 14′, 20′ | Голы                                                                     | Росенталь 63′                                                   |

| 8 июля 1995                | \| Аргентина \| 2:1 \| Боливия \| \| Батистута 70′ · Бальбо 81′ \| Голы \| Ангола 75′ \| | Парке Артигас, Пайсанду Зрителей: 20 000 Судья: Эдуардо Длусниевски |
| Аргентина                  | 2:1                                                                                      | Боливия                                                             |
| Батистута 70′ · Бальбо 81′ | Голы                                                                                     | Ангола 75′                                                          |

| 11 июля 1995 | \| Боливия \| 1:0 \| США \| \| Эчеверри 23′ \| Голы \| \| | Парке Артигас, Пайсанду Зрителей: 16 000 Судья: Паоло Боргосано |
| Боливия      | 1:0                                                       | США                                                             |
| Эчеверри 23′ | Голы                                                      |                                                                 |

| 11 июля 1995                                | \| Аргентина \| 4:0 \| Чили \| \| Батистута 1′, 51′ · Симеоне 6′ · Бальбо 54′ \| Голы \| \| | Парке Артигас, Пайсанду Зрителей: 16 000 Судья: Артуро Брисио Картер |
| Аргентина                                   | 4:0                                                                                         | Чили                                                                 |
| Батистута 1′, 51′ · Симеоне 6′ · Бальбо 54′ | Голы                                                                                        |                                                                      |

| 14 июля 1995            | \| Боливия \| 2:2 \| Чили \| \| Меркадо 78′ · Рамос 87′ \| Голы \| Басай 55′, 61′ \| | Парке Артигас, Пайсанду Зрителей: 11 000 Судья: Альберто Техада |
| Боливия                 | 2:2                                                                                  | Чили                                                            |
| Меркадо 78′ · Рамос 87′ | Голы                                                                                 | Басай 55′, 61′                                                  |

| 14 июля 1995                         | \| США \| 3:0 \| Аргентина \| \| Клопас 20′ · Лалас 31′ · Уиналда 58′ \| Голы \| \| | Парке Артигас, Пайсанду Зрителей: 8 000 Судья: Марсио Резенди |
| США                                  | 3:0                                                                                 | Аргентина                                                     |
| Клопас 20′ · Лалас 31′ · Уиналда 58′ | Голы                                                                                |                                                               |

Четвертьфинал:
| 17 июля 1995 | \| США \| 0:0 \| Мексика \| | Парке Артигас, Пайсанду Зрителей: 6 500 Судья: Оскар Руис |
| США          | 0:0                         | Мексика                                                   |

| Серия пенальти:                    |     |                                                   |
| Уиналда · Мур · Калигиури · Клопас | 4:1 | Луис Гарсия Постиго · Эрмосильо · Альберто Койоте |